# Căzănești (Mehedinți)
Căzănești (in ungherese Kazanesd) è un comune della Romania di 2522 abitanti, ubicato nel distretto di Mehedinți, nella regione storica dell'Oltenia. 
Il comune è formato dall'unione di 12 villaggi: Căzănești, Ercea, Gârbovățu de Sus, Govodarva, Ilovu, Jignița, Păltinișu, Poiana, Roșia, Severinești, Suharu, Valea Coșuștei.